# Ancylopsetta ommata
Ancylopsetta ommata is een  straalvinnige vissensoort uit de familie van botachtigen (Bothidae). De wetenschappelijke naam van de soort is voor het eerst geldig gepubliceerd in 1883 door Jordan & Gilbert.